# Pamlico (rivière)
Pour les articles homonymes, voir Pamlico.
La Pamlico est un fleuve à marées des États-Unis qui se jette dans la baie de Pamlico, en Caroline du Nord. Il est formé par la confluence de la Tar avec la Tranters Creek.